# سیارک ۷۳۸۸۳
سیارک ۷۳۸۸۳ (به انگلیسی: 73883 Asteraude، نامگذاری:1997DQ) هفتاد و سه هزار و هشتصد و هشتاد و سومین سیارک کشف شده‌است که در ۱۶ فوریه ۱۹۹۷ کشف شد.